# The Kicks
The Kicks ist eine US-amerikanische Jugendfilm-Serie, die von einer Mädchenfußballmannschaft um die 12-jährige Devin handelt. Die erste Folge erschien am 26. Juni 2015 über Prime Video. Die Serie basiert auf der gleichnamigen Buchserie der US-amerikanischen Fußballspielerin und Weltmeister- und Olympia-Siegerin Alex Morgan.

## Handlung
Die 12-jährige Devin Burke ist eine leidenschaftliche und talentierte Fußballspielerin und der Star ihrer Mannschaft. Als ihr Vater eine neue Stelle annimmt, zieht Devin widerwillig mit ihren Eltern Tom und Sharon und ihrem jüngeren Bruder Bailey aus Connecticut nach Los Angeles, Kalifornien um. Gleich an ihrem ersten Tag wird Devin ungewollt gezwungen ihre Fußballtricks unter Beweis zu stellen. Damit erregt Devin die Aufmerksamkeit der Mädchenfußballmannschaft ihrer neuen Schule, der sich sie bald anschließt. Nach anfänglichen Startschwierigkeiten wächst sie immer mehr in das neue Team und ihr neues Zuhause hinein.

## Episodenliste
| Folge | Handlung |
| ----- | --- |
| 1     | Die Familie Burke zieht nach Los Angeles. Die Kinder versuchen sich einzuleben; Devin nimmt am Probetraining der Mädchenmannschaft 'The Kicks' ihrer Schule teil, muss aber feststellen, dass diese wenig bis keinerlei Talent haben. Als die Trainerin nicht erscheint, nimmt Devin das Heft in die Hand und trainiert mit den Mädchen, was vor allem der ebenso talentierten wie rüden Mirabelle gegen den Strich geht. Das Team verliert 1:7 gegen eine gegnerische Mannschaft.                                                        |
| 2     | Devin absolviert ein Probetraining für eine Clubmannschaft und erhält positives Feedback. Aus Sorge um ihre schulischen Leistungen erlauben Devins Eltern nicht, dass sie sowohl für die Schul- als auch die Clubmannschaft spielt, woraufhin Devin The Kicks verlässt, um in der Clubmannschaft zu spielen. Als diese ihr dann aber absagen, muss sie sich das Vertrauen der The Kicks-Spielerinnen wieder erarbeiten. |
| 3     | Die Kicks haben noch immer keinen neuen Trainer und dürfen in der Schule nicht trainieren. Auf der Suche nach geeigneten Kandidaten treffen sie auf den Hausmeister Mr. Rivas, der sich ehemaliger Nationalspieler von Argentinien erweist. Nach anfänglichen Ablehnungen gelingt es den Mädchen, Mr. Rivas zu überzeugen, sie zu trainieren. |
| 4     | Coach Rivas versucht das Team zu professionalisieren und ernennt Devin zur Mannschaftskapitänin. Doch fordert er von ihr eine harte Entscheidung ein: die bisherige – und völlig untalentierte – Torhüterin Zoe soll von ihrer Position entfernt werden. Devin versucht Zoe zu trainieren, während Mirabelle mit dem neuen Teammitglied Parker glaubt die richtige Nachfolgerin gefunden zu haben. Zwischen den Mädchen eskaliert die Situation, woraufhin Coach Rivas das Team zu einer Pyjama-Party verdonnert, um Teamgeist zu lernen. |
| 5     | Der Fußballplatz der Kicks ist in schlechtem Zustand. Coach Rivas ersucht darum, den besseren Rasenplatz zu nutzen, auf dem die Jungen-Fußballmannschaft trainiert. Als deren Trainer ihn schroff abweist, kann er eine Wette aushandeln: beide Teams sollen gegeneinander um den Platz spielen. |
| 6     | Devin gerät in eine Krise, als sie ihr Glücks-Stirnband verliert und ihre Leistungen im Fußball nachlassen. |
| 7     | Weil ihre Trikots aus den Nähten gehen, lässt Coach Rivas die Mädchen an einem mit 1000 $ dotierten Fußballturnier teilnehmen. Devins und Mirabelles leichtsinniges Verhalten bringt sie jedoch bald in Nöte. |
| 8     | Devin und Mirabelle treten die Strafe für ihr Fehlverhalten an; Mirabelles Eltern denken über einen Schulwechsel nach. Die Mädchen versuchen dies zu verhindern. |
| 9     | Als Coach Rivas den Mädchen eröffnet, dass er als Vollzeit-Fußballtrainer von einer rivalisierenden Schule angeworben wird, versuchen die Mädchen dem Knüppel zwischen die Beine zu werfen. |
| 10    | Die Mädchen bestreiten ihr letztes Spiel der Saison. Devin will spielen, obgleich sie sich den Knöchel verstaucht hat. |

## Hintergrund
Die Serie basiert auf der gleichnamigen Buchserie von Alex Morgan, einer bekannten US-amerikanischen Fußballspielerin und Weltmeister- und Olympia-Siegerin. Morgan hat in der ersten Episode einen Gastauftritt. Die Serie behandelt neben typischen Themen und Problemen von Jugendlichen diverse Aspekte des Frauenfußballs, wie Ungleichbehandlung und Benachteiligung insbesondere gegenüber Jungen/Männern.

## Rezensionen
The Kicks erhielt auf Amazon positive Kritiken. 89 % gaben der Serie eine fünf Sterne Bewertung. (Stand 18. April 2018) Auf der Internet Movie Database wurde die Serie mit einem Durchschnitt von 7,1 Sternen bewertet.

## Schauspieler und Charaktere
Hauptdarsteller:
- Sixx Orange als Devin Burke
- Isabella Acres als Mirabelle Harris
- Emyri Crutchfield als Zoe Knox
- Gabe Eggerling als Bailey Burke, Devins jüngerer Bruder
- Sophia Mitri Schloss als Emma Gelbaum
- Monica Lacy als Sharon Burke, Devins Mutter
- Tim Martin Gleason als Tom Burke, Devins Vater